# Órgãos de Formação de Oficiais da Reserva

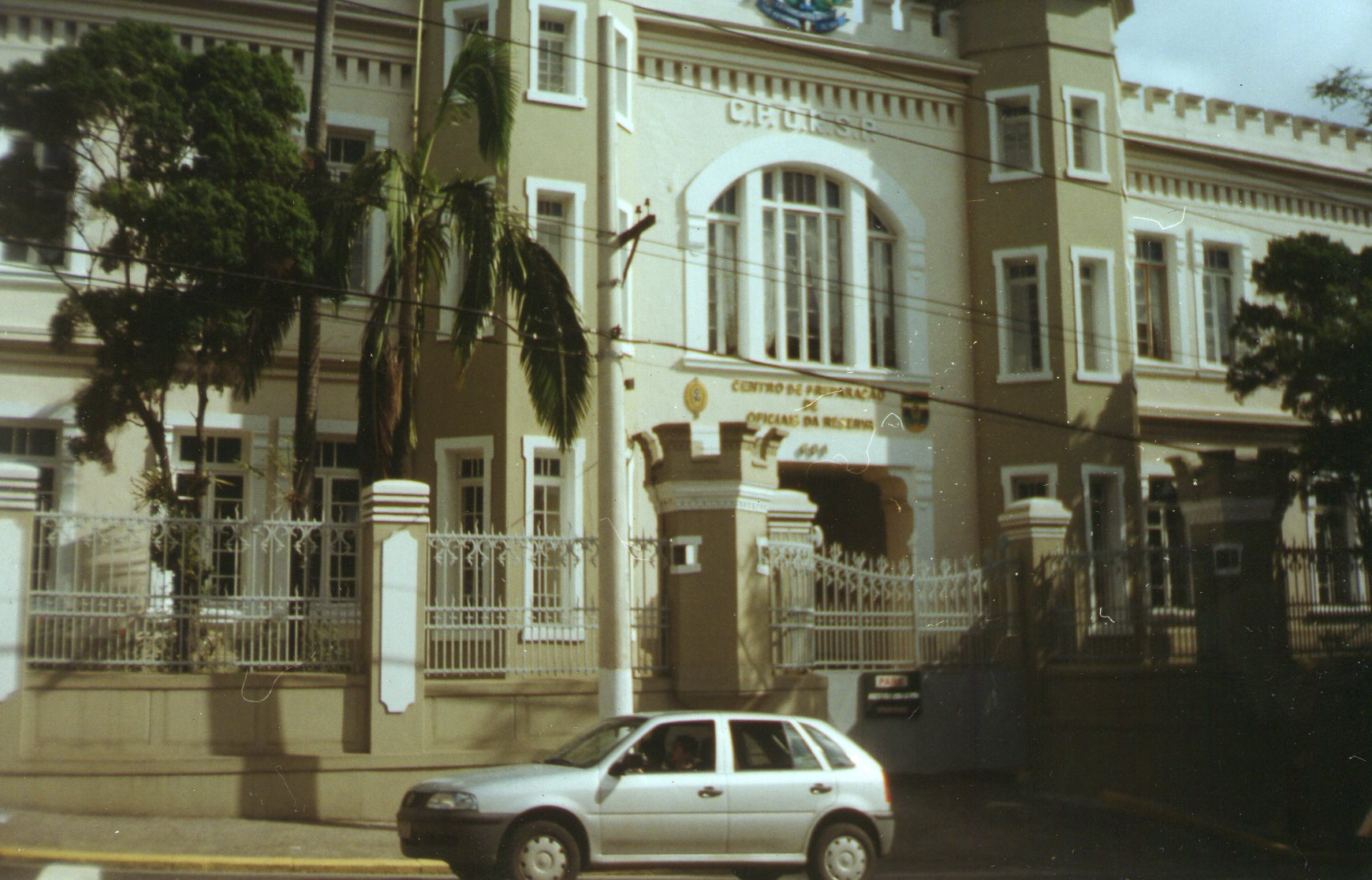
Fachada do CPOR de São Paulo

Os Órgãos de Formação de Oficiais da Reserva (OFOR) são unidades de ensino do Exército Brasileiro formadoras de oficiais subalternos da reserva de 2.ª Classe (R/2). O Exército tem dois tipos de OFOR, os Centros de Preparação de Oficiais da Reserva (CPOR) e Núcleos de Preparação de Oficiais da Reserva (NPOR). Na Força Aérea Brasileira, seu equivalente é o Centro de Preparação de Oficiais da Reserva da Aeronáutica (CPORAER).

## Histórico
O primeiro CPOR foi criado em 1927, no Rio de Janeiro, e na década seguinte o modelo expandiu-se pelo país. Sua inspiração estava nos “University Officers' Training Corps” (UOTC) do Reino Unido e “Reserve Officers' Training Corps” (ROTC) dos Estados Unidos, que forneceram dezenas de milhares de oficiais para o serviço na Primeira Guerra Mundial (1914–1918). No Brasil, o maior defensor da ideia foi o então capitão Luiz Araújo Correia Lima. Juntamente com o serviço militar obrigatório, instituído pela Lei do Sorteio, os CPOR significavam um novo modelo de Exército. Não mais uma instituição fechada, ele passava a influenciar a sociedade através do treinamento e socialização de reservistas de todas as classes sociais. Para o público-alvo dos CPOR, a classe alta, a instituição era uma forma de escapar do serviço militar obrigatório nos corpos de tropa, como soldado comum. Os oficiais reservistas, portanto, eram profissionais liberais, médicos, advogados, professores, arquitetos, comerciantes, funcionários públicos e veterinários. O sistema foi posto à prova na Segunda Guerra Mundial, quando o Exército precisou rapidamente expandir seu efetivo. Na infantaria da Força Expedicionária Brasileira havia 301 oficiais subalternos da reserva R/2 e 266 oficiais subalternos de carreira.
Os oficiais de carreira, distintos dos reservistas R/2, são formados na Academia Militar das Agulhas Negras (AMAN). Enquanto a formação de um oficial de carreira dura cinco anos, um R/2 é formado em cerca de dez meses. Esses reservistas não têm direito a uma carreira militar completa. Isto difere do modelo americano, no qual os oficiais formados nos ROTC chegam ao generalato. No Brasil, os reservistas R/2 ascendem no máximo ao posto de primeiro-tenente, no modelo atual. Na época da Segunda Guerra, podiam ser capitães, mas a guerra permitiu a ascensão a postos maiores, até tenente-coronel.
Cada CPOR é um estabelecimento de ensino com autonomia administrativa e quartel próprio, enquanto os NPOR existem anexos a uma unidade militar. A vinculação a uma unidade militar em atividade, com campo de instrução, armamento e equipamento, é uma vantagem dos NPOR. Os NPOR formam oficiais apenas na arma, quadro ou serviço da unidade à qual pertencem, enquanto os CPOR oferecem a formação na Infantaria, Cavalaria, Artilharia, Engenharia, Comunicações, Intendência e Material Bélico. Os CPOR estão todos nas grandes capitais, onde têm maior visibilidade institucional e facilidade em captar um efetivo qualificado. Os NPOR concentram-se no Centro-Sul do país, onde estão a maioria das unidades militares. Como os Tiros de Guerra, que formam praças, as OFOR servem exclusivamente para a formação de reservistas.
Os ingressantes devem ter escolaridade igual ou superior à 3.ª série do Ensino Médio; a prioridade é dada aos que já estão cursando alguma faculdade. Para esses jovens, as OFOR são uma alternativa mais flexível e um pouco menos rigorosa ao serviço militar numa organização militar da ativa. Alguns são filhos de militares, interessados em manter o contato com a instituição, mas sem fazer uma carreira de toda a vida. A carga horária é em meio período. Alguns NPORs recomendam aos alunos que tranquem matrícula, enquanto outros acreditam na compatibilidade dos estudos com a vida no quartel. Uma análise dos formandos das turmas de 2008, 2012 e 2018 no CPOR de São Paulo constatou uma grande variabilidade na renda dos pais dos alunos. A renda materna variava de R$ 800 a R$ 30 000, com média de R$ 3668, enquanto a renda paterna variava de R$ 800 a R$ 290 000, com média de R$ 6 915. A renda parental teve correlação com o desempenho escolar.
Ao final do curso, os alunos ingressam na reserva no posto de aspirante-a-oficial. Os que alcançaram as melhores notas e conceito são convocados ao serviço num corpo de tropa, conforme a demanda de oficiais na sua Região Militar. É comum que só existam vagas para uma minoria dos alunos. A expansão do efetivo formado na AMAN, no início do século XXI, diminuiu a demanda pelos oficiais das OFOR. Um possível aumento foi sugerido pela Diretriz do Comandante do Exército de 2017–2018, ao prever a redução no número de militares de carreira e sua substituição pelos temporários. Isto está associado à tendência de “enxugamento” de cargos públicos estabilizados associada à reforma da Previdência, pois os oficiais de carreira têm maiores custos previdenciários, resultando em maiores cobranças para os oficiais R/2.
Ao início do século XXI, há reclamações entre os oficiais de carreira sobre os oficiais temporários, considerando insuficiente sua formação militar. O sistema mantém-se relevante ao Exército por sua relação com a sociedade brasileira. As Diretrizes de Trabalho para o Ano 2000, emitidas pelo Diretor de Formação e Aperfeiçoamento, definem que “o maior objetivo do curso é a formação do cidadão, futuro integrante da elite nacional e que tenha conhecimento principalmente dos valores que são as bases do Exército Brasileiro”. Embaixadores, ministros, empresários e outros profissionais de destaque formaram-se nos CPOR e NPOR. O presidente Itamar Franco, por exemplo, era oriundo do CPOR de Belo Horizonte. As associações estaduais de alunos, que realizam eventos sociais, são outro aspecto dessa influência. Aspectos comportamentais desenvolvidos na instituição, como a liderança, podem ser relevantes na carreira civil. 53 reservistas formados no CPOR do Rio de Janeiro, entrevistados em 2005, quando tinham uma idade média de 37 anos, consideraram, em sua maioria, que a experiência foi relevante nas suas vidas profissionais.